# Mash (интернет-издание)
Mash — российское новостное интернет-СМИ, входящее в состав медиахолдинга News Media Holding. Работает с 6 апреля 2017 года. Идея проекта принадлежала Никите Могутину, на тот момент работающему в интернет-издании Life, в рамках которого проект получил своё развитие. Канал Mash в Telegram является одним из самых популярных русскоязычных каналов. Также каналы и страницы Mash есть в YouTube, «ВКонтакте», Facebook и Instagram.

## История
Весной 2017 года Никита Могутин, заместитель главного редактора Life, обратился с идеей создания Mash к генеральному директору холдинга News Media Араму Габрелянову и его заместителю Анатолию Сулейманову. Название для проекта Могутин нашёл в словаре английского языка. Первое время редакция Mash располагалась в редакции Life, но позже сотрудники проекта переехали на новый адрес.
Активный рост популярности Mash произошёл в период с августа по сентябрь 2017 года. В декабре 2017 года у Mash на канале в Telegram было 115 тысяч подписчиков. В том же месяце проект вышел на самоокупаемость. В первые месяцы на Mash активно ссылались в Life, с сентября 2017 года материалами проекта активно пользуются другие СМИ. Mash является основным официальным поставщиком контента для Life, также проект поставляет контент для других СМИ, включая федеральные. В Mash использовали приложение LifeCorr на контрактной основе.
По итогам первого полугодия 2017 года Telegram-канал Mash занял первое место по цитируемости в российских СМИ в первом рейтинге Telegram-каналов, представленном компанией «Медиалогия». C 2017 года канал занимает лидирующую позицию по цитируемости в ежемесячных и ежегодных рейтингах по версии Медиалогии.
7 декабря 2019 года на Церемонии вручения призов в области веб-индустрии в номинации «Информационный telegram-канал года» победил телеграм-канал Mash.
1 февраля 2021 года заместитель главного редактора Mash Сергей Титов заявил об уходе из издания после репортажа про «дворец Путина» и интервью с Ротенбергом. По его словам, решение о выходе этих роликов принимали «люди в костюмах», а не сотрудники Mash. Он сравнил происходящее с цензурой в СССР.

## Собственники и руководство
Главным редактором Mash с 2017 по 2018 год являлся Никита Могутин. С октября 2018 по 2021 год главным редактором являлся Максим Иксанов. В декабре 2021 года главным редактором стал Евгений Новиков, который ранее возглавлял редакцию «Mash на Мойке».
В апреле 2018 года Арам Габрелянов продал свою долю в Mash Никите Могутину. Могутину принадлежали 51 % ООО «Мэш», но эта доля находилась в залоге у Габрелянова по договору займа от июля 2018 года. В сентябре 2018 года Никита Могутин продал свою долю и покинул проект.

## Критика

### Связь с государством
В ноябре 2018 года издание «Проект» связывало Telegram-канал Mash с Юрием Ковальчуком, которому тот достался в рамках прекращения сотрудничества с Арамом Габреляновым. Курированием издания с этого момента занимался сын президента «Национальной медиа группы» Кирилла Ковальчука и внучатый племянник Юрия Ковальчука Степан Ковальчук.
Как сообщало издание The Insider, бывший главный редактор, директор и совладелец издания Mash Максим Иксанов, жил в доме, принадлежащем Управлению делами президента, расположенном в Москве на улице Трехгорный Вал. В публикации The Insider утверждается, что, согласно выписке из Росреестра, Иксанов проживал в квартире, которая оформлена на его отца Тахира Иксанова — бывшего директора Большого театра. Также, по данным The Insider, Иксанов получал разрешение на передвижение по Москве во время пандемии из администрации президента.

### Влияние на редакцию
Заместитель главного редактора Mash Сергей Титов уволился после публикации в издании видео о «дворце Путина», в котором было показано здание изнутри. Он заявил, что редакция действовала по указанию «людей в костюмах»:

Я понимаю всё про репутацию Mash, понимаю про стыдные вещи, но мы правда делали всё, что могли (когда могли). Вписывались за Голунова, люто поддерживали людей в Беларуси <…>. Жили в этой серой зоне и отчаянно боролись за возможность не писать говно. Но там решили по другому. Видосы вы видели сами. Работу талантливых людей <…>, все наши переживания просто перечеркнули решения людей в костюмах, которым по*** на журналистов.

Было удалено расследование о том, как связан с властью ездивший снимать ремонт во дворце Путина в Геленджике сотрудник Mash.

### Конфликт с Заворотнюк
О канале негативно отозвалась семья актрисы Анастасии Заворотнюк: в заявлении 11 октября 2019 года они обвинили канал Mash и ещё несколько изданий в публикации «отвратительной лжи».